# Лукацкий, Соломон Ушерович
Соломон Ушерович Лукацкий (10 сентября 1909, Харьков — 28 сентября 1978, Новосибирск) — советский кинорежиссёр, сотрудник Украинской и Новосибирской студий кинохроники, член Союза кинематографистов СССР (1957).

## Биография
Родился 10 сентября 1909 года в Харькове. Посещал неполно-среднюю школу и торгово-промышленное училище.
На выбор карьеры кинематографиста повлияло участие в «Обществе друзей советского кино». В 1933 году он занял должность помощника, позднее — ассистента режиссёра Украинской студии кинохроники; в 1936 году самостоятельно снял свой дебютный фильм «Лагерь у моря», в 1941 году — кинокартину «Оборона Киева», которая стала последней его работой в этой организации.
Во время эвакуации находился в Ростове-на-Дону и Ташкенте, а в 1943 году устроился на Новосибирскую студию кинохроники, где с 1943 по 1945 год был единственным режиссёром киножурнала «Сибирь на экране». В послевоенное время продолжал трудиться над киножурналом (более 600 номеров) и одновременно занимался съёмкой фильмов, завершив свыше 30 работ.
Картина Лукацкого «Путь в науку» (1964) о физико-математической школе Новосибирского Академгородка, снятая вместе с операторами Фридрихсоном и Озолиным, удостоилась ряда наград на различных фестивалях, а её отдельные фрагменты вошли во многие отечественные и зарубежные работы о молодёжи и науке Советского Союза.